# Scaphyglottis bicallosa
Scaphyglottis bicallosa är en orkidéart som beskrevs av Robert Louis Dressler. Scaphyglottis bicallosa ingår i släktet Scaphyglottis och familjen orkidéer.
Artens utbredningsområde är Costa Rica. Inga underarter finns listade i Catalogue of Life.